# Гордон (Джорджія)
Гордон (англ. Gordon) — місто (англ. city) в США, в окрузі Вілкінсон штату Джорджія. Населення — 1783 особи (2020).

## Географія
Гордон розташований за координатами 32°53′10″ пн. ш. 83°20′1″ зх. д. / 32.88611° пн. ш. 83.33361° зх. д. (32.886191, -83.333588).  За даними Бюро перепису населення США в 2010 році місто мало площу 14,09 км², з яких 13,94 км² — суходіл та 0,15 км² — водойми.

## Демографія
Згідно з переписом 2010 року, у місті мешкало 2017 осіб у 753 домогосподарствах у складі 525 родин. Густота населення становила 143 особи/км².  Було 900 помешкань (64/км²).
Расовий склад населення:
| - 49,7 % — чорних або афроамериканців - 47,9 % — білих - 0,8 % — азіатів - 0,1 % — корінних американців |

До двох чи більше рас належало 1,0 %. Частка іспаномовних становила 1,2 % від усіх жителів.
За віковим діапазоном населення розподілялося таким чином: 27,0 % — особи молодші 18 років, 58,0 % — особи у віці 18—64 років, 15,0 % — особи у віці 65 років та старші. Медіана віку мешканця становила 38,6 року. На 100 осіб жіночої статі у місті припадало 86,2 чоловіків;  на 100 жінок у віці від 18 років та старших — 79,5 чоловіків також старших 18 років.
Середній дохід на одне домашнє господарство  становив 44 304 долари США (медіана — 31 917), а середній дохід на одну сім'ю — 50 216 доларів (медіана — 40 000). За межею бідності перебувало 23,7 % осіб, у тому числі 40,9 % дітей у віці до 18 років та 23,6 % осіб у віці 65 років та старших.
Цивільне працевлаштоване населення становило 828 осіб. Основні галузі зайнятості: освіта, охорона здоров'я та соціальна допомога — 22,0 %, виробництво — 13,3 %, роздрібна торгівля — 13,0 %.